# ZENアクションTV
ZENアクションTV（ぜん・あくしょん・てれび）はTOKYO MXで放送されていた特撮テレビ番組。2007年7月から2008年9月まで放送していた。

## 概要
ZENピクチャーズのオリジナルビデオ作品を編集し前半部分のみ放送。作品はほぼ全て女性主演で、露出度が高い作品も多い。

## 放映情報
- 放送期間：2007年7月6日 - 2008年9月26日
- 放送日時：金曜 26時00分 - 26時30分